# Kirurška stolpnica UKC Maribor
Kirurška stolpnica Univerzitetnega kliničnega centra Maribor je 16-nadstropna stavba klinike za kirurgijo v UKC Maribor. Stolpnica meri v višino 65,5 m in je bila do izgradnje Betnavskega parka leta 2010 najvišja stavba v Mariboru, 9. najvišja stavba v Sloveniji in najvišja stavba v Sloveniji izven Ljubljane.
Zaradi vedno večje prostorske stiske v mariborski bolnišnici se je takratno vodstvo odločilo za širitev bolnišnice in za izgradnjo novih prostorov. Temeljni kamen za stolpnico je bil položen leta 1955, njena gradnja pa se je začela leta 1964. Zaradi finančnih težav se je leta 1966 gradnja popolnoma zaustavila, zato so občani in občanke Maribora in okoliških občin začeli zbirati samoprispevke, ki so omogočili končanje kirurške stolpnice, ki so jo otvorili leta 1976.
V stavbi so locirani oddelki klinike za kirurgijo. V 16. nadstropju se nahajata tudi dve predavalnici: velika predavalnica prim. dr. Zmaga Slokana in ena majhna predavalnica.
Stolpnico oskrbujejo 4 dvigala, ki vozijo iz kolektorja v 15. nadstropje, do 16., najvišjega nadstropja pa je dostop mogoč po stopnicah. V prihodnosti (je že narejeno)je načrtovana izgradnja požarnih stopnic in dvigala na vzhodni steni stolpnice.